# علی نیاکانی
علی نیاکانی (۱۸ دی ۱۳۲۹ – ۱۸ آبان ۱۴۰۲) یکی از بازیکنان سابق ملوان بندر انزلی بود.

## زندگی‌نامه
علی نیاکانی در سال ۱۳۲۹ در شهر بندرانزلی از توابع استان گیلان به دنیا آمد. وی فوتبال را در بندر انزلی و از زمینی شروع کرد که از آن زمین بازیکنان بزرگی چون سیروس قایقران، غفور جهانی و عزیز اسپندار هم به فوتبال ایران معرفی شدند.
او همواره پیراهن ملوان تعصب داشت و فوتبال خود را در ملوان به پایان رساند . او هرگز حاضر نشود در جایی به جز زادگاهش زندگی کند یا فوتبال خود را ادامه دهد . از جمله میتوان به پیشنهاد باشگاه پرسپولیس تهران برای جذب او اشاره کرد که هرگز پذیرفته نشد .
بهترین خاطره ورزشی وی از زبان خودش: وقتی در سال ۱۳۵۵ قهرمان جام حذفی شدیم از امامزاده هاشم تا خود انزلی جاده یک طرفه بود. از تمام استان گیلان به استقبال ما آمده بودند.
جمعه ۳ دی ماه ۱۳۵۵، امجدیه، فینال جام حذفی ایران، آتش بازی نیاکانی در حضور تماشاگران گیلانی، آذری و تهرانی همراه با گل‌های یکی از سه تفنگدار دیگر ملوان عزیز اسپندار باعث واژگون شدن تراکتورسازی تبریز و آوردن اولین جام قهرمانی حذفی ایران به انزلی شد، دو پاس گل علی نیاکانی را تفنگدار سوم یعنی غفور جهانی ساخته بود.

## افتخارات
- قهرمانی در جام حذفی فوتبال ایران به همراه ملوان
- کسب عنوان پر افتخارترین شهرستانی جام تخت جمشید با پیراهن ملوان بندر انزلی